# Pêcheresse
La Pêcheresse (jeu de mots sur Pêche et pécheresse) est une bière belge de la catégorie des lambics aux fruits.
Comme la Framboise ou la Kriek, les fruits sont fermentés dans le lambic. Le goût de la pêche étant moins marqué que la cerise ou la framboise, le pourcentage ajouté est supérieur. On compte environ 30 % de pêche dans le produit fini contre 10 à 25 % pour les fruits rouges. Le fruit peut être ajouté frais, surgelé ou en jus. La peau, si elle est présente, participe à la fermentation. On trouve aussi des marques dont le goût de fruit ne provient que d'arôme.
Elle est produite depuis 1987 par une unique brasserie, la brasserie Lindemans. Le logo de cette boisson est un dessin d'une jeune femme couchée lascivement, symbolisant la pécheresse.
La Pêche Mel Bush est un cocktail originaire des fêtes estudiantines wallonnes du début des années 90 constitué d'une Pêcheresse mélangée avec une Bush ambrée.
La brasserie Dubuisson, productrice de la Bush, produit depuis 2009 une bière aromatisée à la pêche portant le même nom, Pêche Mel Bush. Il s'agit cependant d'une bière de fermentation haute, et non d'un lambic.

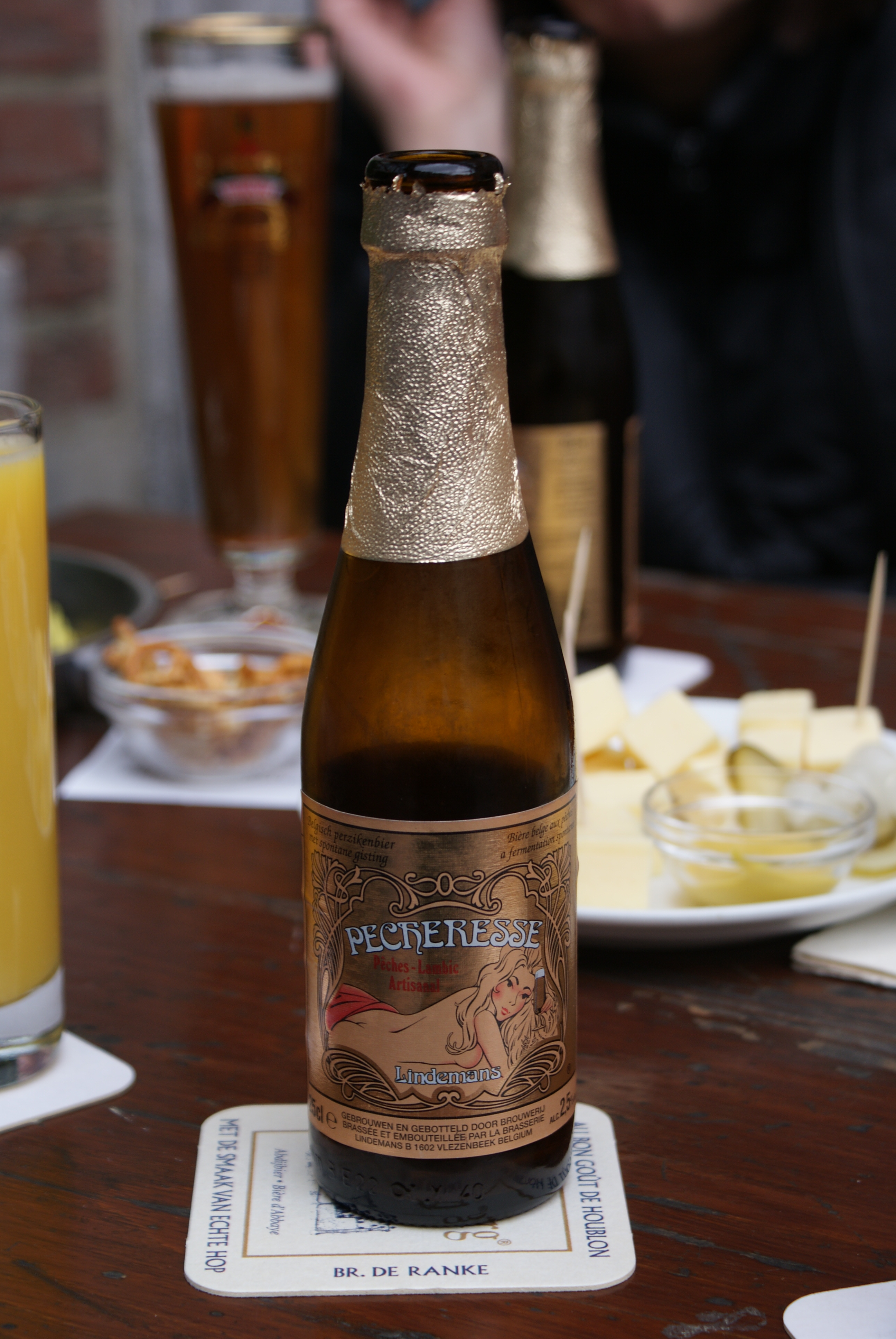
Bouteille de Pécheresse
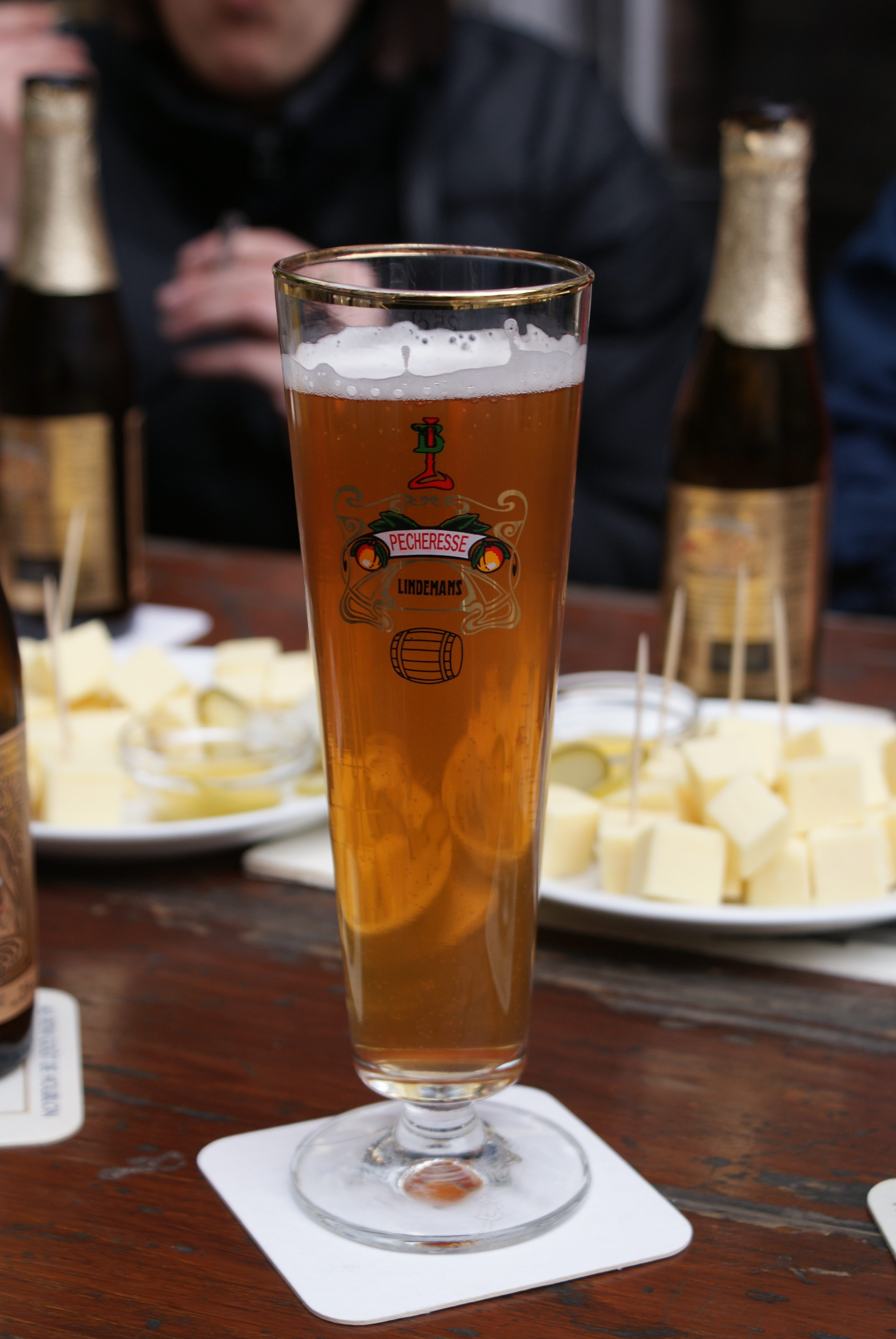
Verre de Pécheresse